# Bernward Küper

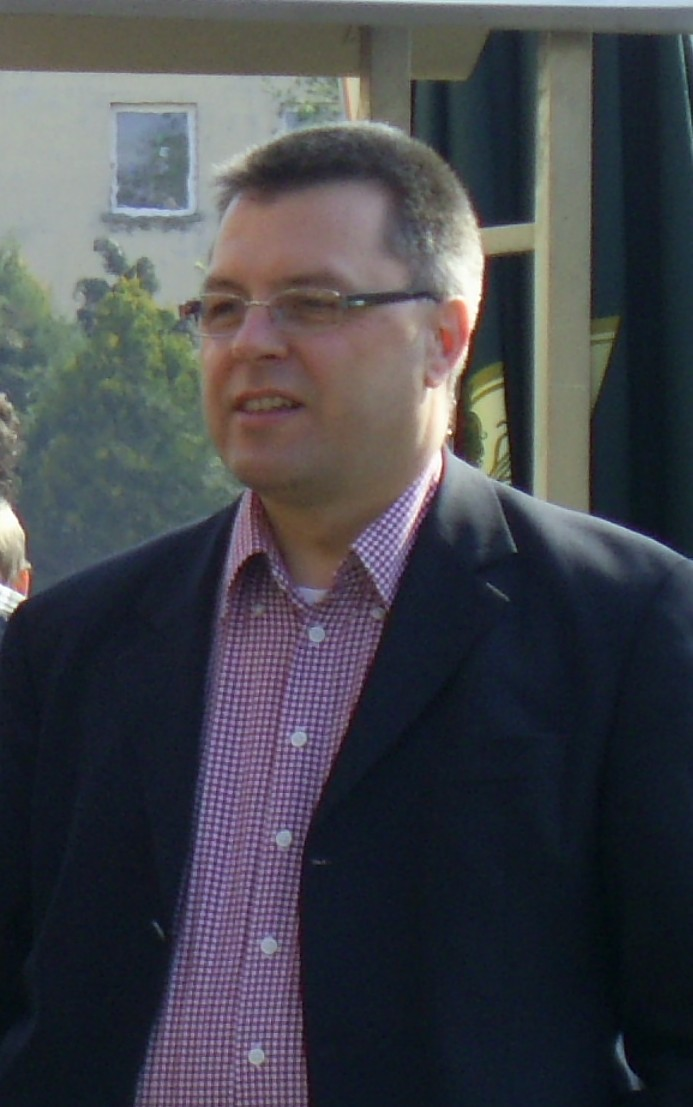
Bernward Küper (2007)

Bernward Küper (* 18. März 1963 in Münster) ist Mitglied der CDU und war von 2007 bis 2021 Oberbürgermeister der Stadt Naumburg (Saale). Seitdem ist er Mitglied der Spitze des Städte- und Gemeindebundes Sachsen-Anhalt.

## Beruflicher Werdegang
Von 1995 bis 1996 arbeitete er als juristischer Mitarbeiter der Stadtverwaltung Weißenfels, ab 1996 war er Sachgebietsleiter im Bereich Baurecht. 1998 wurde er Fachbereichsleiter für Finanzen, Personal, Organisation und Controlling der Stadtverwaltung Weißenfels. Von 2001 bis 2007 war er danach Beigeordneter des Oberbürgermeisters der Stadt Naumburg. 

## Politischer Werdegang
Im November 2004 wurde Küper Mitglied der CDU. Noch im gleichen Monat wurde er in den Vorstand des CDU-Ortsverband Naumburg gewählt. Am 1. Januar 2007 wurde er zu einem Vorstandsmitglied des neuen im Zuge der Kreisgebietsreform entstandenen CDU-Kreisverbandes „Burgenland“ (bestehend aus den ehem. Kreisverbänden Weißenfels und Burgenlandkreis) gewählt. 2007 übernahm er vorübergehend nach dem Abdanken von Hilmar Preißer dessen Posten als Oberbürgermeister der Stadt Naumburg bis zur Wahl am 22. April 2007. In dieser Wahl wurde er mit rund 53 % der Stimmen bestätigt und erneut bei der Wahl am 25. Mai 2014 mit 53,95 %.
Bei der Wahl zum Oberbürgermeister der Stadt Naumburg im Jahre 2021 trat Küper nicht erneut an. Sein Nachfolger wurde Armin Müller (ebenfalls CDU). Küper wechselte an die Spitze des Städte- und Gemeindebundes nach Magdeburg.

## Privates
Der gelernte Jurist (Assessor jur.) ist verheiratet und hat eine 2004 geborene Tochter. Er ist Mitglied der Burschenschaft Arminia Marburg.